# Cerro Cuerno (Antártida)
El cerro Cuerno o Picos Gemelos son dos picos bien definidos, de 730 y 750 metros de altura, ubicados a 2,4 kilómetros al norte del monte Taylor y a 3 kilómetros de la cabeza de la bahía Esperanza, en el extremo noreste de la península Antártica.

## Historia y toponimia
Fue descubierto por un grupo que acompañaba a Johan Gunnar Andersson en la Expedición Antártica Sueca de 1901-1904, que pasó el invierno en la bahía Esperanza en 1903. Fue cartografiado y nombrado descriptivamente Twin Peaks por el British Antarctic Survey en 1946 y 1955.
En Argentina, un trabajo geológico de 1956 lo nombró cerro Cuerno.

## Reclamaciones territoriales
Argentina incluye al cerro en el departamento Antártida Argentina dentro de la provincia de Tierra del Fuego, Antártida e Islas del Atlántico Sur; para Chile forma parte de la comuna Antártica de la provincia Antártica Chilena dentro de la Región de Magallanes y de la Antártica Chilena; y para el Reino Unido integra el Territorio Antártico Británico. Las tres reclamaciones están sujetas a las disposiciones del Tratado Antártico.
Nomenclatura de los países reclamantes: 
- Argentina: Cerro Cuerno[1]
- Chile: ¿?
- Reino Unido: Twin Peaks[4]

## Galería

Panorámica de la bahía Esperanza. Por la izquierda se observa el pico Pirámide y el glaciar Buenos Aires. En el centro, se destaca el monte Flora, el valle del glaciar Depósito y la base Esperanza. A la derecha aparecen el monte Taylor, el cerro Cuerno y el glaciar Arena.